# X-Men 2: A Novelization
X-Men 2, es una novelización oficial de la película X2: X-Men United. Fue publicada por Del Rey Books en 2003 y escrita por Chris Claremont y ese mismo año se publicó en español por Alberto Santos Editor y escrita por Lorenzo F. Díaz. Está basada en el guion de David Hayter, Zak Penn y Bryan Singer.

## Publicación
Chris Claremont fue elegido para escribir la novelización de la cinta, luego de que Kristine Kathryn Rusch se encargara de escribir la adaptación de la primera entrega de los X-Men. Claremont escribió la novela basada en el tratado original de Bryan Singer, así como del guion de David Hayter, Dan Haris y Michael Dougherty. Fue publicada por Del Rey Books el 4 de marzo del 2003, a casi dos meses del estreno de la película. La novela, tuvo relativo éxito en ventas, vendiendo más de un millón de copias, además, fue traducida en varios idiomas.[cita requerida] Al igual que muchas, la novelización no solo expande la trama principal de la cinta, sino que se toma la libertad de agregar otras subtramas e indagar en los pepensamientos e historias de los personajes, siendo Chris Claremont creador de muchos de ellos.
La misma contiene un final alternativo y se indica que Deathstrike no muere, sino que queda temporalmente inmovilizada por los efectos del Adamantium.

## Secuela del libro
De nuevo de la mano de Chris Claremont llegó una novelización en 2006 de su secuela La Batalla Final, nuevamente fue publicada por Del Rey Books. En él, se narra una historia extensa, narrando el origen de Jean Grey y a su vez el del Fénix, y se nos explica como Cyclops muere . También tiene escenas alternas, un final alterno y una historia extraordinaria mucho mejor que la contada en la película.[cita requerida]

## Personajes

### Héroes
- James “Logan” Howlett/Wolverine
- Ororo Monroe/Storm
- Jean Grey/Fénix
- Marie D’Ancanto/Rogue
- Kurt Wagner/Nightcrawler
- Bobby Drake/Iceman
- Scott Summers/Cyclops
- Charles Xavier/Profesor X

### Villanos
- William Stryker
- Yuriko Oyama/Lady Deathstryke
- Eric Lensherr/Magneto
- Raven Darkholme/Mystique
- John Allerdyce/Pyro

### Cameos
- Kitty Pryde/Shadowcat
- Peter Rasputin/Colossus
- Remy LeBeau/Gambit
- Elizabeth Braddock/Psylocke
- Artie Maddicks
- Jubilation Lee/Jubilee
- Hank McCoy/Beast
- Theresa Rourke Cassidy/Syrin
- Aaron Douglas Ramsey/Cypher
- Jones
- Flea